# Soulcalibur II
SoulCalibur II (яп.  ソウルキャリバーII Со:рукяриба: Цу) — игра в жанре файтинг, третья в серии Soul. Разработана и издана Namco в 2002 году для аркадных автоматов, а на следующий год для GameCube, PlayStation 2 и Xbox. В 2013 году портирована на PlayStation 3 и Xbox 360 как SoulCalibur II HD Online.

## Игровой процесс
SoulCalibur II является трёхмерных файтингом, в котором персонажи используют различные виды оружия. Каждый персонаж способен наносить вертикальные и горизонтальные удары, которые в свою очередь делятся на высокие, средние и низкие. Впервые в серии на аренах появились стены.

### Персонажи
В игру вернулись все персонажи прошлой части кроме Рока, Зигфрида, Человека-ящера и Хван Сон Гёна. Новыми персонажами, впервые появившимися в этой игре стали: Кассандра, Шарада, Некрид, Рафаэль, Талим и Хон Юн Сон.
В консольных версиях присутствуют также гостевые персонажи: Хэйхати Мисима (из серии игр Tekken в версии для PlayStation 2), Линк (из серии игр The Legend of Zelda в версии для GameCube) и Спаун (из одноимённой серии комиксов в версии для Xbox). Изначально в версии для PlayStation 2 гостевым персонажем должен был стать Клауд Страйф из Final Fantasy VII, но у разработчиков в последний момент возникли проблемы с лицензированием. В SoulCalibur II HD Online присутствуют и Хэйхати, и Спаун.

## Оценки прессы
| Сводный рейтинг                        | Сводный рейтинг           | Сводный рейтинг           | Сводный рейтинг           | Сводный рейтинг           |
| Издание                                | Оценка                    | Оценка                    | Оценка                    | Оценка                    |
| Издание                                | GC                        | PS2                       | Xbox                      | Xbox 360                  |
| -------------------------------------- | ------------------------- | ------------------------- | ------------------------- | ------------------------- |
| GameRankings                           | 92,23 %                   | 91,47 %                   | 91,62 %                   |                           |
| Metacritic                             | 93/100                    | 92/100                    | 92/100                    |                           |
| Иноязычные издания                     |                           |                           |                           |                           |
| Издание                                | Оценка                    | Оценка                    | Оценка                    | Оценка                    |
| Издание                                | GC                        | PS2                       | Xbox                      | Xbox 360                  |
| Edge                                   | 9/10                      | 9/10                      | 9/10                      |                           |
| EGM                                    | 9,66/10                   | 9,66/10                   | 9,66/10                   |                           |
| Eurogamer                              | 10/10                     | 10/10                     | 10/10                     | 8/10                      |
| Game Informer                          | 8,75/10                   | 8,5/10                    | 8,5/10                    |                           |
| GamePro                                | 5/5                       | 5/5                       | 5/5                       |                           |
| GameSpot                               | 8,5/10                    | 8,5/10                    | 8,5/10                    |                           |
| GameSpy                                | 5/5                       | 4,5/5                     | 5/5                       |                           |
| IGN                                    | 9,2/10                    | 9,2/10                    | 9,2/10                    |                           |
| Nintendo Power                         | 5/5                       |                           |                           |                           |
| OPM                                    |                           | 5/5                       |                           |                           |
| OXM                                    |                           |                           | 9,2/10                    |                           |
| Play (UK)                              | 9,1/10                    | A-                        | A-                        |                           |
| Награды                                |                           |                           |                           |                           |
| Издание                                | Награда                   | Награда                   | Награда                   | Награда                   |
| Academy of Interactive Arts & Sciences | Fighting Game of the Year | Fighting Game of the Year | Fighting Game of the Year | Fighting Game of the Year |
| Spike Video Game Awards                | Most Addictive Game       | Most Addictive Game       | Most Addictive Game       | Most Addictive Game       |

Оригинальная версия SoulCalibur II была тепло встречена критиками, оценки на сайте-агрегаторе GameRankings составили 91,47%, 92,23%, и 91,62%, для PlayStation 2, GameCube и Xbox соответственно.
На самой первой Spike Video Game Awards в 2003 году, SoulCalibur II победила в номинации «Most Addictive Game». В 2011 году журнал Complex назвал игру 14-м лучшим файтигом всех времён. Игра получила премию BAFTA в области игр 2004 года в номинации Amimation or Intro.